# Virve
Virve is een plaats in de Estlandse gemeente Kuusalu, provincie Harjumaa. De plaats heeft de status van dorp (Estisch: küla).

## Bevolking
Het dorp had 7 inwoners op 31 december 2011 en 12 inwoners op 31 december 2021.

## Ligging
Het dorp ligt op het schiereiland Juminda aan de noordkust van Estland.